# Krabbenbosschen
Landgoed Krabbenbosschen (meestal gespeld als De Krabbebossen) ligt ten zuiden van Effen verdeeld over de gemeenten Zundert en Breda aan weerszijden van de Aa of Weerijs. Het gebied ligt ten noordoosten van Rijsbergen.
Het landgoed is ongeveer 96 ha groot en in bezit van de Stichting Brabants Landschap. Het ligt op twee dekzandruggen, waardoor de hoge gebieden vooral uit naaldbos bestaan. De lage gebieden, in het beekdal van de Aa of Weerijs, bestaan uit gras- en akkerland. In de Krabbebosschen is ook een langgerekt ven te vinden.

## Spinola, Mendoza, berg, dam of wal?
Bij het Beleg van Breda in 1624 zou Spinola (althans de veldheer in Spaanse dienst) zijn kamp hebben opgeslagen in de Krabbebosschen. Om uitzicht te hebben over het open terrein voor de stad, zou deze veldheer de ‘Tafelberg’ hebben laten opwerpen. Het graafwerk voor deze berg deed een diep ven ontstaan, het ‘Rond Venneke’. Het diende als drinkplaats voor de paarden van de cavalerie. Volgens omwonenden valt het in tegenstelling tot de andere vennen nooit droog.
Aan weerszijden van de Aa liggen de resten van de ‘Dam van Mendoza’. Een andere bron benoemt het object als de ‘Wal van Mendoza’. Dit object, een dam tussen de twee dekzandruggen, heeft niets te maken met een veldheer van die naam, maar dateert van 1700. Ze is aangelegd uit vrees voor een aanval van de Fransen uit het zuiden. Door de beek Aa of Weerijs', die richting Breda stroomt, af te dammen, creëerde men een stuwmeer. Was de vijand in aantocht, dan haalde men de dam eruit. Zo liep de omgeving van de stad onder water: een perfect verdedigingsmiddel.
Verhogingen als deze zouden een soort voorpost zijn geweest in de Zuiderwaterlinie, een verdedigingslinie die omstreeks 1700 door de vestingbouwkundige Menno van Coehoorn van de Noordzeekust in Zeeland tot Grave is aangelegd.
Restanten van deze ‘Dam van Mendoza’ zijn nog steeds herkenbaar.

## Ontginning
Reeds begin 19e eeuw werd de heide ontgonnen, waarbij op de heide naaldbos werd geplant en het moerassige beekdal in weiland werd omgezet. Van 1910-1930 werd ook een deel van de naaldbossen in landbouwgrond omgezet. De kanalisatie van de Mark in de jaren 60 van de 20e eeuw, leidde tot verdroging van het beekdal.
Tegenwoordig is het beheer gericht op verhoging van de waterstand, het vasthouden van kwel, het opschonen van vennetjes, de aanleg van poelen en het verwijderen van hoge begroeiing langs de venoevers.
In 2015 is begonnen met het uitvoeren van de lang geplande ruilverkaveling waardoor grote kavels, die nu nog in gebruik zijn voor akkerbouw en veeteelt, worden toegevoegd aan het bos. Deze kavels zullen worden ingericht als zogenaamde nieuwe natuur.

## Flora en fauna
Vooral de overgang van droge grond naar beekdal is van belang. Men vindt hier vochtige heide en gagel- en wilgenstruweel. Er groeit onder meer veenpluis, wateraardbei, moeraswederik, melkeppe, moerasviooltje, pluimzegge, moerasvaren en grote muur. Tot de broedvogels behoren onder meer: boomvalk, wintertaling, zwarte specht, groene specht, wielewaal, nachtegaal, bosuil, ijsvogel en roodborsttapuit. Andere diersoorten die hier voorkomen zijn reeën, vossen, wezels, konijnen, hazen en marters.

## Afbeeldingen

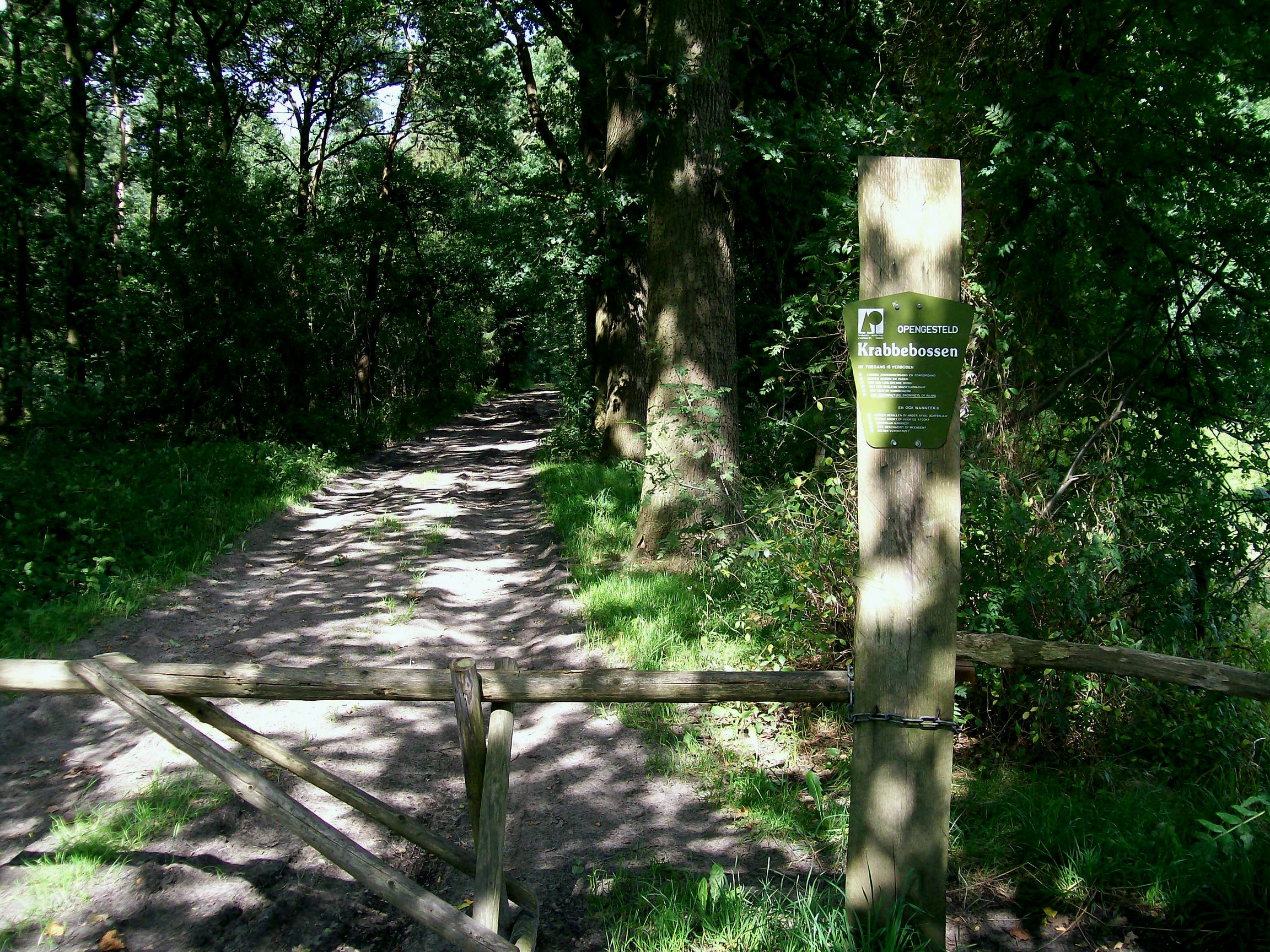
Ingang van het bos
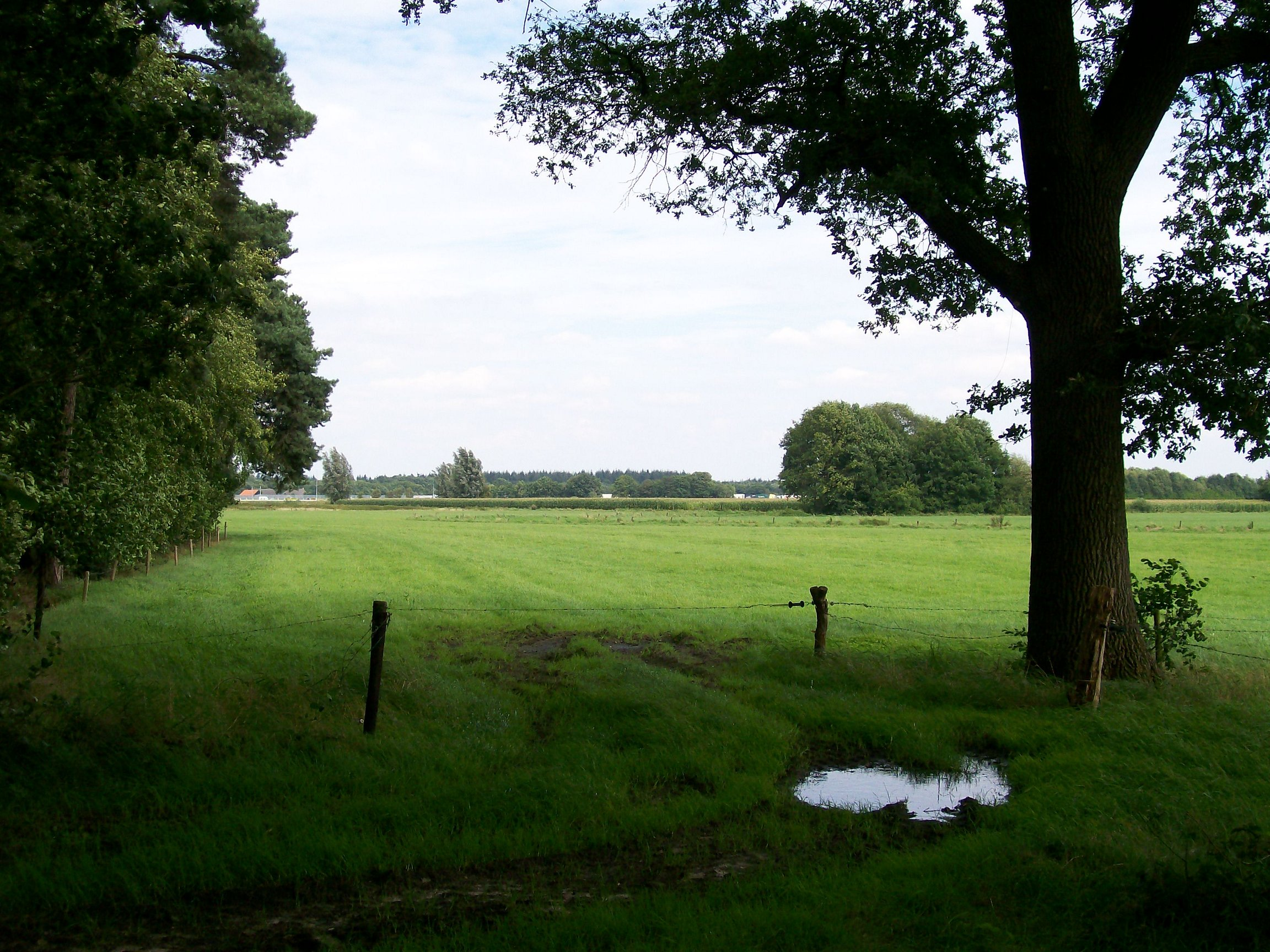
Uitzicht vanuit het bos, verderop de A16